# Пауль Евенблей
Пауль Евенблей (нід. Paul Evenblij, псевдонім — Пол Еванбі) — нідерландський письменник-фантаст, композитор і програміст.

## З біографії
Твори Евенблея вперше були опубліковані в антології Ganymedes у 1985 році.
1988 року Евенблей став наймолодшим лауреатом Премії Тисячоліття (сучасна назва — Премія Гарленда) за найкраще оповідання у фантастичному жанрі. З того часу Евенблея часто запрошували до журі цього конкурсу. Його оповідання публікувалися як в Нідерландах, так і за межами країни, у різноманітних журналах збірках оповідань та журналах, зокрема, в Interzone, Harrington Gay Men's Literary Quarterly, Nemonymous тощо.
1995 року опублікував збірку англомовних оповідань «Systems of Romance», написаних у співавторстві з Полом Гарлендом.
2001 року Евенблей знову отримав премію Гарленда. Оповідання, що перемогло на конкурсі, увійшло до збірки з 11 нідерландськомовних оповідань Gödel Slam, яка побачила світ у 2003 році.
У вересні 2009 року Евенблей опубліковував під псевдонімом Пол Еванбі свій перший роман нідерландською, «De Scrypturist», схвально сприйнятий критиками. Роман започаткував серію «Het Levend Zwart». Хоча жанр першого роману серії критики назвали «стімпанком без парових машин», наступні книги схиляються до кібер- і біопанку. Перше видання книги в Нідерландах розкупили протягом трьох місяців, а у березні 2010 року вийшло друге видання. На додаток до книги Евенблей написав спеціальний застосунок для iPhone та iPad, що містить додаткову інформацію про всесвіт серії.
У листопаді 2010 року була опублікована друга книга серії, «De Vloedvormer». Евенблей заявив, що цим романом він завершує серію, проте може до неї з часом повернутися.
У квітні 2013 року вийшла книга «Een rivier van goden», також написана під псевдонімом Пол Еванбі.

## Цікаві факти
- В серії «Het Levend Zwart» майже всі персонажі мають імена, що містять букву «Y»[2].